# 康樂棋 (棋盤遊戲)

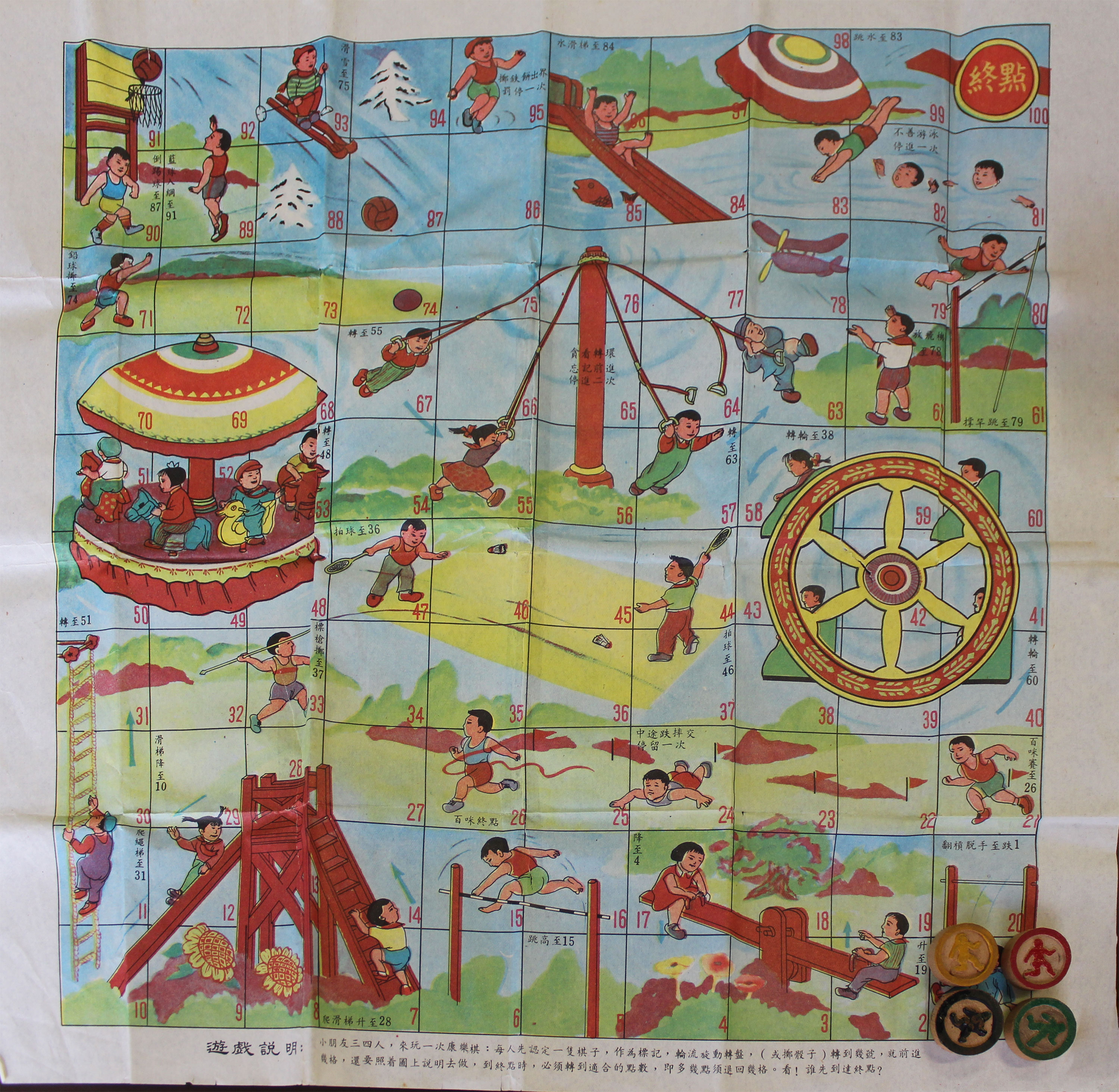
康樂棋棋盤

康樂棋是一種香港幾近失傳的擲賽遊戲，頗類似傳統游戲陞官圖，上棋由上海出口到香港的出口板本，比大陸板本複杂而且精美，於1960年代末及1990年代初在兒童間流行，當年香港市民可於大部份的屋村文具店購買，今日仍在舊文具店找到，但在中国大陸已絕跡。

## 玩法
康樂棋可供兩人至四人進行，棋盤共有100格，並於背景印有一個遊樂場；遊樂場中的小朋友都在進行不同的康樂活動，例如打羽毛球、放紙飛機、滑滑梯、乘搭機動遊戲、賽跑等 。遊戲進行時，每人先選擇一隻屬於自己顏色的棋子，玩家在第1格開始，輪流擲骰，決定前進步數，如果格子上有指示，便需要照着圖上說明去做，例如「前進到某格」、「後退到某格」、「暫停一次」等。如果到達第100格後仍有剩餘點數，剩餘的點數便需要退後，最快到達終點的玩家勝出。

## 同類遊戲
蛇梯棋